# Raphaël Berdugo
Pour les articles homonymes, voir Berdugo.
Raphaël Berdugo est un producteur de cinéma français.

## Biographie
Raphaël Berdugo est dirigeant  des sociétés de production Cité Films et Argos Films  et jusqu'en juin 2011 dirigeant de Roissy Films (exportateur et producteur) qu'il a cédé à Europacorp  le 28 février 2008.

## Filmographie
Parmi les films coproduits
- 1991 : Mon père, ce héros de Gérard Lauzier
- 1991 : Tous les matins du monde d'Alain Corneau
- 1992 : Un cœur en hiver de Claude Sautet
- 1992 : L'Accompagnatrice de Claude Miller
- 1995 : Le Nouveau Monde d'Alain Corneau
- 1999 : Kennedy et moi de Sam Karmann
- 2000 : Slogans de Gjergi Xhuvani
- 2002 : Respiro d'Emanuele Crialese
- 2003 : Le Chien, le Général et les Oiseaux de Francis Nielsen
- 2003 : Retour à Kotelnitch d’Emmanuel Carrère
- 2004 : Eros, film à sketchs de Michelangelo Antonioni, Steven Soderbergh et Wong Kar-wai
- 2007 : J'attends quelqu'un de Jérôme Bonnell
- 2007 : Caramel de Nadine Labaki
- 2007 : Fragile(s) de Martin Valente
- 2009 : La Sicilienne (La Siciliana ribelle) de Marco Amenta
- 2012 : Le Fils de l'autre de Lorraine Lévy
- 2013 : Miele de Valeria Golino
- 2013 : Salvo de Fabio Grassadonia et Antonio Piazza
- 2014 : Pour ton anniversaire (Zum Geburtstag) de Denis Dercourt
- 2014 : Kumbh Mela, Sur les rives du fleuve sacré de Pan Nalin
- 2016 : Tour de France de Rachid Djaïdani
- 2016 : Patagonia, el invierno d'Emiliano Torres (es)
- 2017 : La Fiancée du désert (La novia del desierto) de Cecilia Atàn et Valeria Pivato
- 2018 : Cinq est le numéro parfait (Cinque è il numero perfetto) d'Igort
- 2019 : Algunas Bestias de Jorge Riquelme serrano